# Corminboeuf
Corminboeuf é uma comuna da Suíça, no Cantão Friburgo, com cerca de 1.766 habitantes. Estende-se por uma área de 5,61 km², de densidade populacional de 315 hab/km². Confina com as seguintes comunas: Avry, Belfaux, Chésopelloz, Givisiez, Matran, Villars-sur-Glâne.
A língua oficial nesta comuna é o Francês.